# Acaena masafuerana
Acaena masafuerana es una especie de planta del género Acaena, perteneciente a la familia Rosaceae.

## Taxonomía
Acaena masafuerana fue descrita por Bitter en 1910.

## Distribución
Se encuentra en el territorio del archipiélago Juan Fernández.